# توثيق

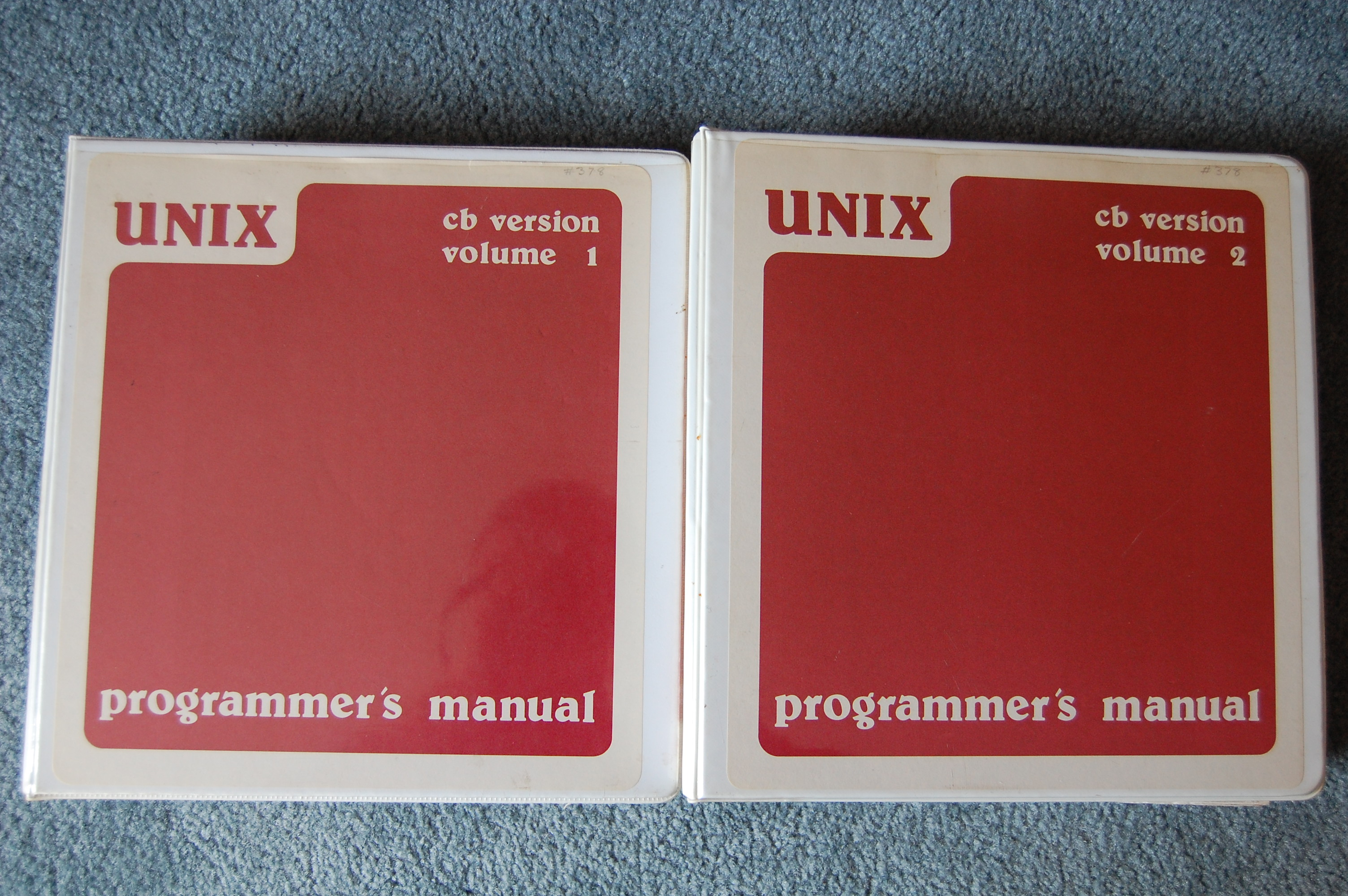

التوثيق (بالإنجليزية: documentation)‏ هو مصطلح بأكثر من معنى، أما الأكثر شيوعا فهي:
- مجموعة من الوثائق الورقية، أو المنشورة على الإنترنت، أو على وسائل رقمية أو تناظرية، مثل شريط صوتي أو على أقراص مدمجة.[1][2][3]
- عملية توثيق المعرفة، كما هو الحال في المواد العلمية.
- عملية توفير الأدلة.
- كتابة وثائق منتج ما، مثل وثائق البرنامج.
- مرادف لمصطلح مستند.
- مرادف لمصطلح ببليوجرافيا.

مجال دراسة ومهنة أسسها بول أوتليت (1868-1944) وهنري لافونتين (1854-1945)، والذي يسمى أيضا علم التوثيق. ويسمى المهنيين المتدربون في هذا المجال الموثقين. في عام 1968 تغيير اسم هذا المجال بعلم المعلومات، ولكن استخدام التوثيق لا يزال ساريا وهناك جهود لإعادة التوثيق كمجال دراسي.

## تعريف التوثيق
عرف العلماء التوثيق تعريفات عديدة منها
- هو علم من علوم التاريخ لحفظ المعلومات وتنسيقها وتبويبها وترتيبها وإعدادها لجعلها مادة أولية للبحث والفائدة وهو علم مهم لحفظ النتاج الإبداعي الإنساني.
- هو حفظ الأحداث التاريخية والمعلومات العلمية ونقلها من الماضي إلى الحاضر ثم إلى المستقبل وإلى الأشخاص الذين يمكنهم الاستفادة منها و ينطبق هذا على التناقل الشفاهي للمعلومات والمعارف والمهارات .
- هو علم السيطرة على المعلومات التي يمكن أن تتضمن الوثيقة و الكتاب و الصورة والتسجيلات الصوتية والفيديوية والنصوص الإلكترونية و العمليات الفنية التقليدية كالتجميع والاختزان والفهرسة والتصنيف.

## أنواع الوثائق
- الكتابية : كالمخطوطات و المطبوعات و الصحف و التقارير و البيانات و المذكرات و الكتب.
- التصويرية : وهي على الغالب رسم بالزيت أو بالفحم أو نقش على الحجر أو تكوين في الجص أو تنزيل بالخشب ...و ربما كانت الصورة شمسية أو سينمائية أو تلفازية.

الوثيقة السمعية أو المرئية: هي في الغالب تسجيلات صوتية أو إذاعية أو تسجيل إسطواني أو شريط سينمائي ناطق.

## أهمية التوثيق
1. هو الركيزة الحقيقة التي يعتمد عليها الباحثون في البحث عن الحقيقة
2. ذاكرة الأمة المضيئة اليقظة الحصينة التي لا يدركها النسيان
3. حلقة وصل متينة تصل حاضر الأمة بماضيها
4. شاهد حي على نضال الأفراد و الجماعات و المنظمات و الحكومات و الدول التي تعاقبت منذ فجر التاريخ
5. نعرف به مدى التطور الذي حصل في المجتمع في جميع مفاصل حركته في ذلك الزمن الماضي
6. هو المستند الصحيح المُحكم المؤكد يؤخذ به على وجه الدقة و الصحة و الواقع و الحقيقة كما كانت و كما هي
7. يسهل تنفيذ الأنشطة الشبيهة و ينبه إلى أهمية الأمر و يركز عليه لأنه يوفر المعلومات المناسبة للمستفيد منه فتتكون عنده سرعة الإحاطة بالمعلومات لتقديمها بأكثر الأشكال ملاءمة.